# Södra Lökaröds naturreservat
Södra Lökaröd är ett naturreservat i Tomelilla kommun i Skåne län.
Området är naturskyddat sedan 2017 och är 5 hektar stort. Reservatet ligger i en sluttning mot Hörrödsån. Området har tidigare varit ängsmark och består nu av nu lövsumpskog, ett rikkärret och en till den omgivande fuktäng.